# Alex i spółka: Jak dorosnąć pod okiem rodziców
Alex i spółka: Jak dorosnąć pod okiem rodziców (wł. Come diventare grandi nonostante i genitori) – włoski film fabularny w reżyserii Luci Lucini, stworzony na podstawie serialu Alex i spółka.
Film miał premierę we włoskich kinach dnia 24 listopada 2016 roku. Polska premiera filmu miała miejsce dnia 22 lipca 2017 roku na antenie Disney Channel.

## Fabuła
Piątka przyjaciół, Alex (Leonardo Cecchi), Nicole (Eleonora Gaggero), Emma (Beatrice Vendramin), Sam (Federico Russo) i Christian (Saul Nanni), to bardzo utalentowani nastolatkowie, którzy chcą za wszelką cenę odnieść sukces w przemyśle muzycznym. Kiedy zostaje ogłoszony przez radio koncert dla licealnych zespołów, przyjaciele od razu chcą wystąpić, jednak na przeszkodzie stoją ich rodzice, którzy chcą, żeby dzieci skupiły się wyłącznie na nauce, a nowa dyrektorka szkoły jest przeciwna ich występowi. Przed Alexem i spółką czeka długa droga, by pokonać przeszkody i spełnić swoje marzenia.

## Obsada
- Giovanna Mezzogiorno – Mary
- Paolo Calabresi – Michele
- Margherita Buy – Silvia Rufini
- Matthew Modine – Bob Riley
- Paolo Pierobon – Rick De Ponte
- Leonardo Cecchi – Alex Leoni
- Federico Russo – Samuele "Sam" Costa
- Eleonora Gaggero – Nicole De Ponte
- Beatrice Vendramin – Emma Ferrari
- Saul Nanni – Christian Alessi
- Emanuele Misuraca – Davide Aiello
- Chiara Primavesi – Evelyn Riley
- Toby Sebastian – Pat Riley
- Sergio Albelli – Diego Leoni
- Ninni Bruschetta – Igor Alessi
- Giovanni Calcagno – Giovanni Aiello
- Roberto Citran – Augusto Ferrari
- Francesca De Martini – Monica Alessi
- Sara D'Amario – Sara De Ponte
- Gabriella Franchini – Wilma
- Elena Lietti – Elena Leoni
- Aglaia Mora – Paola Aiello
- Federico Russo – on sam

## Wersja polska
Udział wzięli:
- Anna Apostolakis – Wilma, babcia Sama
- Tomasz Borkowski – Profesor "Skorpion" Strozzi, nauczyciel geografii
- Leon Pontek – Gabriel
- Piotr Bajtlik – kierownik przesłuchania
- Wojtek Chorąży – Michele
- Liliana Wasserman – dzieci
- Krzysztof Cybiński –
  - Rick De Ponte, tata Nicole,
  - mężczyzna w bibliotece,
  - właściciel restauracji,
  - sędzia meczu
- Agnieszka Fajlhauer – nauczycielka historii sztuki
- Czarek Ilczyna – Igor Alessi, tata Christiana
- Karol Jankiewicz – Alex Leoni
- Artur Kaczmarski – Diego Leoni
- Dariusz Klimek – Bob Riley
- Julia Kołakowska – Monica Alessi, mama Christiana
- Miłosz Konkel – Samuele "Sam" Costa
- Małgosia Kozłowska – Emma Ferrari
- Czarek Kwieciński –
  - ojciec dziewczyny, która kupiła czarną sukienkę,
  - woźny,
  - nauczyciel,
  - klient w restauracji
- Leszek Zduń – Profesor Giovanni Belli
- Julia Łukowiak – Paola Aiello, mama Davide'a
- Wojtek Machnicki – Augusto Ferrari
- Marta Król-Gajko – Silvia Rufini
- Marta Kurzak – Evelyn Riley
- Max Bogumił – Pat Riley
- Lucyna Malec – Mary
- Piotr Napierała – Davide Aiello
- Przemysław Niedzielski – Christian Alessi
- Olga Cybińska – dziecko 2 (dziewczynka)
- Agata Paszkowska – Nicole De Ponte
- Sebastian Perdek – nauczyciel 6
- Michał Podsiadło – Federico Russo, DJ radiowy
- Marek Robaczewski –
  - minister edukacji,
  - ksiądz
- Milena Suszyńska – sekretarka
- Anna Sztejner – Elena Leoni
- Antoni Tyszkiewicz – dziecko na lekcji
- Joanna Węgrzynowska-Cybińska – nauczycielka 11
- Bartek Wesołowski – trener
- Anna Wodzyńska – Sara De Ponte, mama Nicole
- Jan Szydłowski – Pietro
- Jacek Król – Giovanni Aiello, tata Davide'a
- Adam Bauman – kelner-skaut

W pozostałych rolach:
- Antoni Scardina – brat Davide'a
- Marta Markowicz –
  - gospodyni programu,
  - mama Gabriela
- Brygida Turowska – matka jednego z graczy

i inni
Reżyseria: Joanna Węgrzynowska-Cybińska

Dialogi: Piotr Lenarczyk

Wersja polska: SDI Media Polska
Lektor tytułu: Karol Jankiewicz